# Flatline
Flatline  é uma canção gravada pela cantora e compositora canadense Nelly Furtado para o seu sétimo álbum de estúdio, The Ride, (2017). Foi lançada como terceiro single do álbum em 17 de Fevereiro de 2017.

## Composição
A música fala de um amante que pensa em seu amor perdido como uma perda do sinal vital e implora por seu interesse amoroso para ressuscitá-la. Furtado explicou que essa música é uma das favoritas do álbum.

## Recepção da Crítica
Christoph Büscher do Medium.com declarou: "Esta faixa midtempo provavelmente foi escolhida como o segundo single de The Ride porque é de longe o momento mais pop do álbum. As melodias dos versos de Flatline são realmente incríveis. Dito isso, o refrão e as letras são um pouco seguras". Lillian Andemicael, do Diamondback, escreveu: "Em Flatline, Furtado compara a perda de um ente querido com a perda de seus sinais vitais. Suas lembranças do vazio deixado por seu amante são combinadas com batidas coloridas que elevam a música. Embora não seja o melhor exemplo do lirismo imaginativo de Furtado, a canção afirma a confiança do cantor no início do lançamento, à medida que a faixa envolve seus ouvintes com sua estrutura atípica, fortalecendo-os apesar de seus temas de perda".

## Lista de faixas
| Download Digital |            |         |  |
| N.º              | Título     | Duração |  |
| 1.               | "Flatline" | 3:21    |  |

## Histórico de lançamento
| Região | Data                    | Formato                     | Gravadora |
| ------ | ----------------------- | --------------------------- | --------- |
| Várias | 17 de Fevereiro de 2017 | Download digital, streaming | Nelstar   |